# Лакшмадева
Лакшмадева — індійський правитель Малави з династії Парамара. 

## Життєпис
Син Удаядітьї. 1087 року спадкував трон. Здійснив успішний похід проти Яшагкарни, магараджахіраджи Чеді, захопившт чималу здобич. Здійснив декілька походів до північнозахідного Індостану. Після смерті Лакшмадеви престол успадкував його молодший брат Нараварман.